# Erioptera (Meterioptera) simulans
Erioptera (Meterioptera) simulans is een tweevleugelige uit de familie steltmuggen (Limoniidae). De soort komt voor in het Australaziatisch gebied.